# Diocese de Querétaro
A Diocese de Querétaro (em latim: Dioecesis Queretarensis) é uma diocese da Igreja Católica localizada no município de Santiago de Querétaro, no estado de Querétaro, pertencente a Arquidiocese de León no México. Foi fundada em 26 de janeiro de 1863 pelo Papa Pio IX. Com uma população católica de 2.605.993 habitantes, sendo 88,9% da população total, possui 117 paróquias com dados de 2021.

## História
Em 26 de janeiro de 1863 o Papa Pio IX cria a Diocese de Querétaro através dos territórios da Diocese de Michoacán e da Arquidiocese da Cidade do México. Em 1988 a Diocese de Querétaro tem sua província eclesiástica alterada, passando de Morelia para San Luis Potosi. Em 2006 tem novamente sua província eclesiástica alterada, dessa vez passando de San Luis Potosi para León.

## Lista de bispos
A seguir uma lista de bispos desde a criação da diocese em 1863.
|                 | Nome                                 | Período      | Notas                               |
| Bispos          | Bispos                               | Bispos       | Bispos                              |
| --------------- | ------------------------------------ | ------------ | ----------------------------------- |
| 10º             | Fidencio López Plaza                 | 2020 - atual |                                     |
| 9º              | Faustino Armendáriz Jiménez          | 2011 - 2019  | Nomeado arcebispo de Durango        |
| 8º              | Mario de Gasperín Gasperín           | 1989 - 2011  | Nomeado bispo emérito dessa diocese |
| 7º              | Alfonso Tóriz Cobián                 | 1958 - 1988  |                                     |
| 6º              | Marciano Tinajero y Estrada          | 1933 - 1957  | Faleceu no cargo                    |
| 5º              | Francisco Banegas y Galván           | 1919 - 1932  | Faleceu no cargo                    |
| 4º              | Manuel Rivera y Muñoz May            | 1908 - 1914  | Faleceu no cargo                    |
| 3º              | Rafael Sabás Camacho y García        | 1885 - 1908  | Faleceu no cargo                    |
| 2º              | Ramón Camacho y García               | 1868 - 1884  | Faleceu no cargo                    |
| 1º              | Bernardo Gárate y López de Arizmendi | 1863 - 1866  | Faleceu no cargo                    |
| Bispo coadjutor |                                      |              |                                     |
|                 | Manuel Rivera y Muñoz May            | 1904 - 1908  |                                     |